# Bessarion (Toronto Subway)

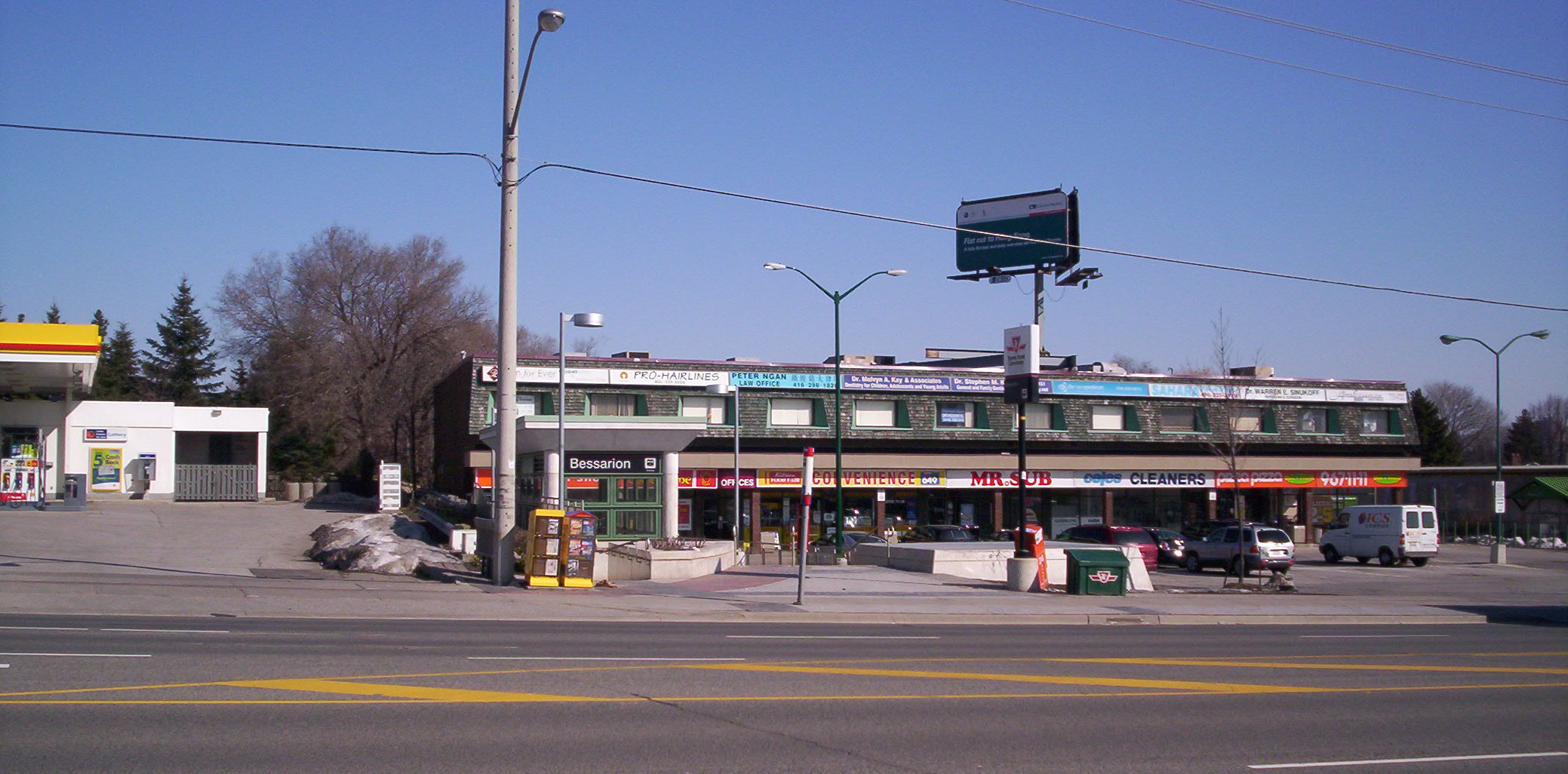
Eingang zur Station Bessarion

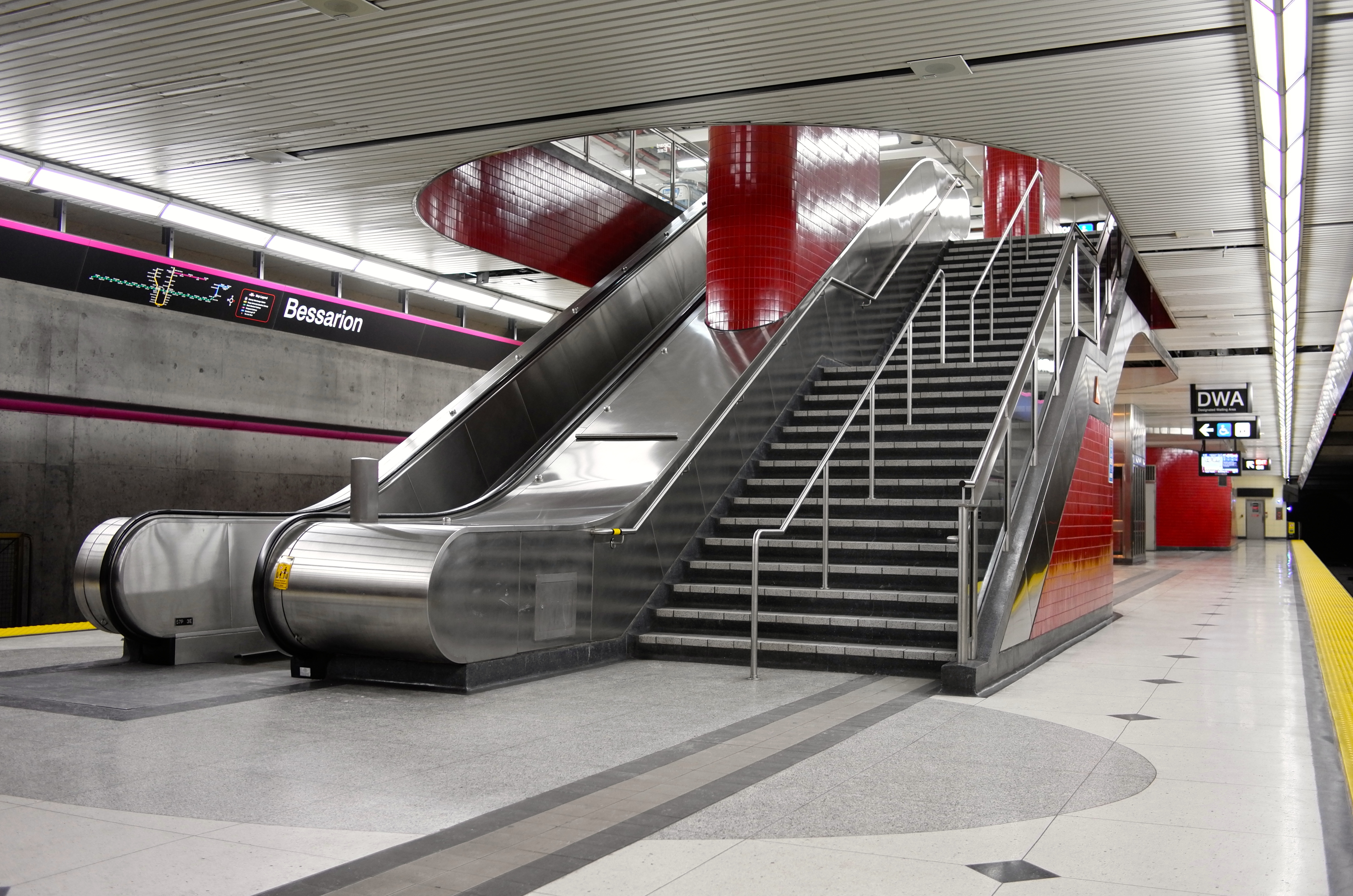
Ansicht des Bahnsteigs

Bessarion ist eine unterirdische U-Bahn-Station in Toronto. Sie liegt an der Sheppard-Linie der Toronto Subway, an der Kreuzung von Sheppard Avenue, Bessarion Road und Burbank Drive. Die Station besitzt einen Mittelbahnsteig und wird täglich von durchschnittlich 2.990 Fahrgästen genutzt (2018). Damit gehört Bessarion zu den am schwächsten frequentierten Stationen des Netzes, was auf die geringe Bebauungsdichte der Umgebung zurückzuführen ist.
Es besteht eine Umsteigemöglichkeiten zu einer Buslinie der Toronto Transit Commission. Die Eröffnung der Station erfolgte am 24. November 2002, zusammen mit der gesamten Sheppard-Linie zwischen Sheppard-Yonge und Don Mills. Die Bedeutung der Station wird in naher Zukunft voraussichtlich markant zunehmen. Grund dafür ist die Errichtung des Concord Park Place auf dem Gelände eines ehemaligen Reifenlagers von Canadian Tire. Dieser neue Stadtteil soll im Endausbau 20 Hochhäuser mit rund 5000 Wohnungen umfassen.
Für die künstlerische Gestaltung war Sylvie Bélanger verantwortlich. Sie fertigte Friese mit Abbildungen von Händen, Füßen und Köpfen an, welche die Benutzer der Station repräsentieren sollen. Die Füße erscheinen auf der Verteilerebene, die Köpfe auf Pfeilern des Bahnsteigs und die Hände entlang der Treppe hinauf zum nördlichen Eingang.